# Xixuthrus heros
Xixuthrus heros (denominado popularmente, em inglêsː giant Fijian long-horned beetle; na tradução para o portuguêsː "besouro-fijiano-gigante-de-longos-cornos") é um inseto da ordem Coleoptera e da família Cerambycidae, subfamília Prioninae; um besouro cujo habitat é endêmico das florestas tropicais, até uma altitude de 732 metros, do arquipélago de Fiji, na ilha de Viti Levu, Melanésia, Oceania. A espécie fora descrita em 1868 por Eduard Gräffe (não por Oswald Heer) a partir de três coletas realizadas em 1862 (publicado na obra "Innern del Incel Viti-Levu", em Zurique), com a denominação Macrotoma heros dada através de um holótipo que atualmente encontra-se desaparecido; sendo uma das três espécies do gênero Xixuthrus encontradas em Fiji. Frequentemente considerada como a segunda maior espécie de besouro do mundo, com espécimes atingindo de 14 a 15 centímetros de comprimento corporal (apenas perdendo em dimensão para Titanus giganteus), e também já considerado extinto, no passado, devido a processos como desmatamento, colecionismo, atingindo altos preços de mercado, e consumo alimentar de suas larvas por parte dos nativos; atualmente considerado um animal raro de se encontrar e não havendo ainda descrição de suas larvas para a ciência.

## Descrição
Besouros dotados de élitros ondulados e castanho-amarelados, antenas e pernas de coloração enegrecida, as anteriores mais alongadas e serrilhadas, juntamente com as laterais de seu protórax e suas longas antenas, que ultrapassam o comprimento de seu corpo.

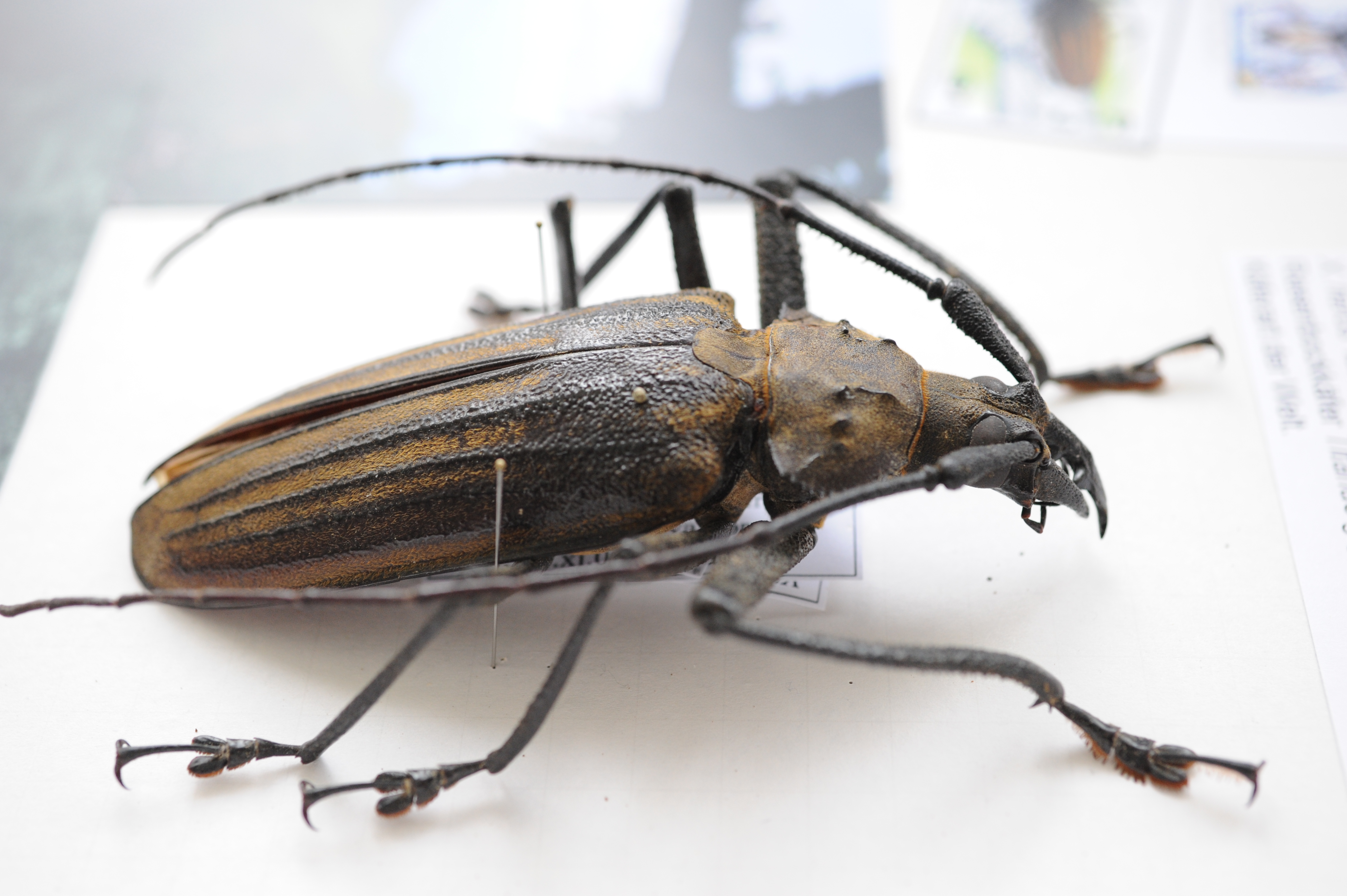
Fotografia de um espécime de X. heros.

## Conservação
Xixuthrus heros é considerado pela União Internacional para a Conservação da Natureza (IUCN) como uma espécie em perigo.